# Eustema roseilinea
Eustema roseilinea är en fjärilsart som beskrevs av William Schaus 1920. Eustema roseilinea ingår i släktet Eustema och familjen tandspinnare. Inga underarter finns listade i Catalogue of Life.